# Christopher Abbott
Christopher Abbott (Greenwich, 1 februari 1986) is een Amerikaans acteur.

## Biografie
Christopher Abbott werd in 1986 geboren in Greenwich (Connecticut) als de zoon van Orville Abbott en Anna Servidio. Hij is van Italiaanse en Portugese afkomst. Hij groeide op in Chickahominy, een arbeidersbuurt van Greenwich, en Stamford.
Hij studeerde even aan Norwalk Community College alvorens acteerlessen te beginnen volgen bij Herbert Berghof Studio (HB Studio) in New York. In 2006 verhuisde hij ook naar New York.

## Carrière
Abbott begon zijn carrière als theateracteur. Vanaf 2008 werkte hij mee aan verschillende Off-Broadwayproducties. In 2011 maakte hij met The House of Blue Leaves zijn officieel debuut op Broadway. In het toneelstuk speelde hij aan de zijde van onder meer Ben Stiller en Edie Falco. Twee jaar eerder had hij ook al aan de zijde van Falco geacteerd in de tv-serie Nurse Jackie.
Zijn grote televisiedoorbraak volgde pas in 2012, toen hij het personage Charlie Dattolo mocht vertolken in de HBO-serie Girls. Abbott werkte aan twee seizoenen van de reeks mee en keerde later ook nog eens terug in het vijfde seizoen. In 2017 speelde hij ook een hoofdrol in het eerste seizoen van de anthologieserie The Sinner. Een jaar later werd hij gecast als het hoofdpersonage John Yossarian in de zwartkomische miniserie Catch-22 (2019), een adaptatie van de gelijknamige roman van auteur Joseph Heller.
Naast televisieseries is Abbott ook regelmatig te zien in filmproducties. In 2011 maakte hij met de thriller Martha Marcy May Marlene zijn filmdebuut. In de daaropvolgende jaren had hij ook rollen in onder meer The Sleepwalker (2014), A Most Violent Year (2014) en James White (2015). In 2018 vertolkte hij astronaut David Scott in de biografische film First Man.

## Filmografie

### Film
- Martha Marcy May Marlene (2011)
- Hello I Must Be Going (2012)
- Art Machine (2012)
- All That I Am (2013)
- The Sleepwalker (2014)
- A Most Violent Year (2014)
- James White (2015)
- Criminal Activities (2015)
- Whiskey Tango Foxtrot (2016)
- Katie Says Goodbye (2016)
- Sweet Virginia (2017)
- It Comes at Night (2017)
- Tyrel (2018)
- Piercing (2018)
- First Man (2018)
- Vox Lux (2018)
- Black Bear (2020)
- Possessor (2020)
- The World to Come (2020)
- On the Count of Three (2021)
- The Forgiven (2021)
- Sanctuary (2022)
- Poor Things (2023)

### Televisie
- Nurse Jackie (2009)
- Law & Order: Criminal Intent (2010)
- Girls (2012–2016)
- Enlightened (2013)
- The Sinner (2017)
- Catch-22 (2019)